# 基洛夫斯克區
基洛夫斯克區（俄语：Ки́ровский райо́н）是列寧格勒州的十七個行政區之一，位於列寧格勒州的中部。基洛夫斯克區面積2,590.46平方（1,000.18平方英里），行政中心是基洛夫斯克。人口有2010年人口62,533； 60,221（2002年普查） 1989年人口74,725.。